# Dinnyefafélék
A dinnyefafélék (Caricaceae) a keresztesvirágúak rendjének (Brassicales) egyik családja. Korábbi rendszerekben teljesen más volt a csoport megítélése. A Hortobágyi-rendszerben a fali magkezdeményűek (Cistales) rendjébe sorolták, és testvércsaládjaik voltak például az ibolyafélék (Violaceae), golgotavirág-félék (Passifloraceae) vagy a begóniafélék (Begoniaceae). A Borhidi-rendszerben a violák főrendjében (Violanae, már a káposztafélék rendje is ebben a főrendben van) találjuk a családot, az ibolyavirágúak (Parietales) között. A kladisztikai vizsgálatok azonban módosították a korábbi elképzeléseket, így a dinnyefafélék új rendbe kerültek, ahol rokon családjaik például a rezedafélék (Resedaceae), káposztafélék (Brassicaceae). Az APG III-rendszerben az eurosid II kládban találjuk őket.

## Jellemzés
Pálmatermetű, alacsony trópusi fák (egy genus kivételével a tropikus Amerikában), melyeknek a törzs csúcsán állnak leveleik, így azok levélüstököt alkotnak. A törzsük alapvetően puha, belseje számos tejcsövet, tejnedvjáratokat tartalmaz. Csak néhány fajuk nem nő fává, ezek cserjék vagy liánnövények. Leveleik nagy felületűek, szórtak, tenyeresen összetettek, vagy tagoltak. A virágok – melyek a törzsön fejlődnek (kauliflória) – egyivarúak, forrtszirmúak, leggyakrabban bogas virágzatba tömörülnek. A virágszimmetria sugarasságot mutat. A növények többnyire kétlakiak, de vannak közöttük egylaki fajok is, sőt érdekes módon a kétlakiak átalakulhatnak egylakiakká (vagy fordítva), mi több a porzósak termőssé válhatnak. Ennek magyarázata hormonális okokra vezethető vissza (auxinok és gibberellinek), mely nagyban függ az évszakok váltakozásától, az időjárástól, de mesterségesen is befolyásolható, például a hajtáscsúcs eltávolításával. Termésük bogyó, benne a nyálkával borított magvak a termés tengelyén, azaz az összenőtt magházak válaszfalain foglalnak helyet (parietális placentáció). A magvak szekunder endospermiuma (másodlagos magfehérje) magas olajtartalmú.

## Fontosabb fajok
A trópusi Amerikából származik az örökzöld, alacsony termetű dinnyefa (Carica papaya). Napjainkra az egyik legjelentősebb és legnagyobb területen termesztett trópusi haszonnövénnyé vált. Akár 1 méteres levelei a törzs csúcsán levélüstököt alkotnak. A lecsüngő porzós hímvirágok bugát képeznek, a női virágokból pedig a megporzás és a megtermékenyítés után hosszúkás, több kg-os bogyótermés fejlődik. A gyümölcs terméshúsának íze a dinnye ízére emlékeztet, és sok száz apró fekete magvat tartalmaz. A dinnyefa ragacsos tejnedvében fehérjebontó hatású vegyületek fordulnak elő (például papain, kimopapain). Ausztrália területén termesztik a Carica x pentagona nevű hibridfajt, melynek termése mag nélküli (partenokarpikus). A C. papaya és a C. stipulata fajok keresztezésével jött létre.

## Nemzetségek
- Carica – 1 faj Carica papaya (dinnyefa vagy papája), trópusi Amerika
- Cylicomorpha – 2 faj, Afrika
- Jacaratia – 5 faj, Amerika
- Jarilla – 3 faj, Amerika
- Vasconcellea – 20 faj, Amerika